# آيت علي أو عيسى (اغبالة)
آيت علي أو عيسى هي إحدى مشيخات المملكة المغربية، تتبع جغرافيا لإقليم بني ملال وإداريًا لاغبالة. يقدر عدد سكانها بـ 1041 نسمة حسب الإحصاء الرسمي للسكان والسكنى لسنة 2004.